# José Fernández-Miranda Ponce de León
 José Fernández de Miranda Ponce de León  (Oviedo, 13 de septiembre de 1706-San Lorenzo de El Escorial, 20 de octubre de 1783), I duque de Losada, sumiller de corps, teniente general y aristócrata español que sirvió en la Real Casa. 

## Vida y familia
Proveniente de la nobleza asturiana, era hijo segundo de Sancho de Miranda Ponce de León y Trelles, III  marqués de Valdecarzana  y de María Atocha Ponce de León Saavedra, condesa de Tahalú, de Villamor y de Mayalde. Su familia se afincó en Madrid, a finales del siglo XVII, cuando el II Marqués de Valdecarzana fue nombrado mayordomo de semana, de la reina Mariana de Austria. Como era un segundón, su padre lo encaminó a la milicia.
Accede joven a la regia servidumbre al ser nombrado, en 1731, gentilhombre de cámara con ejercicio de Felipe V. Tras fallecer su padre en 1733, ingresa como cadete de la Reales Guardias Españolas. Sin embargo, no destacó como militar, y si logró ascender socialmente fue por su buena relación con el primogénito de Isabel de Farnesio, el infante Don Carlos, futuro Carlos III. En 1731 el infante Don Carlos heredó los ducados de Parma, Piacenza y Toscana. Así, Isabel Farnesio y José Patiño comisionaron al conde de Santiesteban del Puerto, Manuel de Benavides y Aragón, en septiembre, la constitución de la real casa del infante, y Miranda fue nombrado gentilhombre de cámara en ejercicio, respaldado también por Santiesteban.
Adscrito a la servidumbre militar del infante Carlos en su expedición a Italia, se grangeó su intimidad y confianza siendo nombrado en 1749, al asentarse éste en el trono napolitano, su primer caballerizo y después su sumiller de corps.
Al regresar a España como rey en 1759 le confirió el empleo igualmente de sumiller de corps] y le otorgó, el 2 de diciembre de ese año, la grandeza de España de primera clase unida al título de duque de Losada. con carácter – algo verdaderamente raro – vitalicio, en lugar de hereditario.
Era ya teniente general del ejército y el 16 de febrero de 1764 obtuvo el collar de la Orden del Toisón de Oro y en 1768 la Gobernaduría de la Real Casa de Campo. Íntimo amigo, confidente y leal servidor de Carlos III será su verdadero factotum acompañando al rey en su viudedaz y, con su carácter afable y sincero, siendo el protector de ministros y secretarios de despacho como Ricardo Wall o su sobrino Melchor Gaspar de Jovellanos. 
En su calidad de gobernador de la Real Cámara impulsará la reforma de la Real Botica y la creación de los Colegios de Medicina y Cirugía de Madrid y Barcelona.